# Жозімар Росадо да Сілва Таварес
Жозімар Росадо да Сілва Таварес (порт. Josimar Rosado da Silva Tavares, 18 серпня 1986, Пелотас — 28 листопада 2016, Ла-Уніон) — бразильський футболіст, що грав на позиції півзахисника.

## Ігрова кар'єра
У дорослому футболі дебютував 2008 року виступами за команду клубу «Форталеза».
Згодом з 2010 по 2012 рік грав у складі команд клубів «Інтернасьйонал» та «Понте-Прета».
До складу «Інтернасьйонал» знову повернувся 2012 року. Цього разу відіграв за команду з Порту-Алегрі наступні два сезони своєї ігрової кар'єри.
Протягом 2014—2015 років захищав кольори клубів «Палмейрас» та «Понте-Прета».
2016 року виступав за команду «Шапекоенсе».
Загинув 28 листопада 2016 року в авіакатастрофі в Колумбії, яка забрала життя майже всього складу клубу і тренерського штабу клубу в повному складі. Команда летіла на перший фінальний матч ПАК 2016 з «Атлетіко Насьоналем».